# Esparreguera
Esparreguera è un comune spagnolo di 21.856 (2012) abitanti situato nella comunità autonoma della Catalogna.

## Storia

### Simboli
Lo stemma è stato approvato con delibera della Generalitat de Catalunya del 30 maggio 1996.
La pianta di asparagi, in catalano esparreguera, riprende il nome del comune mentre la croce ad X è un attributo della patrona sant'Eulalia di Barcellona.